# Mornac, Charente
Mornac är en kommun i departementet Charente i regionen Nouvelle-Aquitaine i västra Frankrike. Kommunen ligger  i kantonen Ruelle-sur-Touvre som ligger i arrondissementet Angoulême. År 2022 hade Mornac 2 115 invånare.

## Befolkningsutveckling
Antalet invånare i kommunen Mornac
Referens:INSEE